# دوري الدرجة الأولى الدانماركي
دوري الدرجة الأولى الدانماركي هو دوري كرة قدم في الدنمارك تأسس في سنة 1945. يلعب فيه 12 فريقا.

## وصلات خارجية
- الموقع الرسمي